# Чарта
Чарта (исп. Charta) — город и муниципалитет в северо-восточной части Колумбии, на территории департамента Сантандер. Входит в состав провинции Сото-Норте.

## История
Муниципалитет Чарта был выделен в отдельную административную единицу 1 декабря 1927 года.

## Географическое положение

Муниципалитет Чарта

Город расположен в северо-восточной части департамента, в горной местности Восточной Кордильеры, на правом берегу реки Чарта, на расстоянии приблизительно 22 километров к северо-востоку от города Букараманги, административного центра департамента. Абсолютная высота — 2000 метров над уровнем моря.
Муниципалитет Чарта граничит на севере с территорией муниципалитета Сурата, на северо-востоке— с муниципалитетами Калифорния и Ветас, на северо-западе и западе — с муниципалитетом Матанса, на юго-западе — с муниципалитетом Букараманга, на юге — с муниципалитетом Тона, на востоке — с территорией департамента Северный Сантандер. Площадь муниципалитета составляет 152 км².

## Население
По данным Национального административного департамента статистики Колумбии, совокупная численность населения города и муниципалитета в 2015 году составляла 2670 человек.
Динамика численности населения муниципалитета по годам:
| 2005 | 2006 | 2007 | 2008 | 2009 | 2010 | 2011 | 2012 | 2013 | 2014 | 2015 |
| ---- | ---- | ---- | ---- | ---- | ---- | ---- | ---- | ---- | ---- | ---- |
| 3142 | 3086 | 3037 | 2981 | 2939 | 2905 | 2839 | 2802 | 2763 | 2718 | 2670 |

Согласно данным переписи 2005 года мужчины составляли 51,7 % от населения Чарты, женщины — соответственно 48,3 %. В расовом отношении белые и метисы составляли 98,6 % от населения города; индейцы — 1,1 %; негры, мулаты и райсальцы — 0,3 %.
Уровень грамотности среди всего населения составлял 86,8 %.

## Экономика
Основу экономики Чарты составляет сельское хозяйство.
70,1 % от общего числа городских и муниципальных предприятий составляют предприятия торговой сферы, 16,4 % — промышленные предприятия, 13,4 % —предприятия сферы обслуживания.